# Az Egyesült Arab Emírségek városai
Az Egyesült Arab Emírségek legnagyobb városai népesség szerint

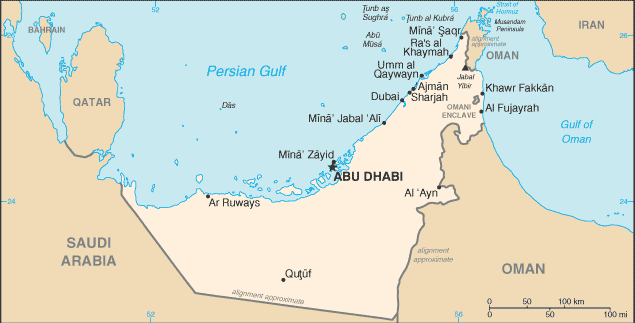
Az Emírségek főbb városai

| Nº | Város                          | Népesség (2015) | Emirátus       |
| -- | ------------------------------ | --------------- | -------------- |
| 1  | Dubaj (Dubai)                  | 2,666,000       | Dubaj          |
| 2  | Abu-Dzabi (Abu Dhabi)          | 1,500,000       | Abu Dzabi      |
| 3  | Sardzsa (Sharjah, Sárika)      | 719,000         | Sardzsa        |
| 4  | el-Ajn (Al Ayn)                | 650,000         | Abu Dzabi      |
| 5  | Adzsmán (Ajman)                | 518,000         | Adzsmán        |
| 6  | Rász el-Haima (Ras Al Khaimah) | 263,217         | Rász el-Haima  |
| 7  | Fudzsejra (Fujayrah)           | 152,000         | Fudzsejra      |
| 8  | Umm el-Kajvajn (Umm al-Quwain) | 44,411          | Umm el-Kajvajn |

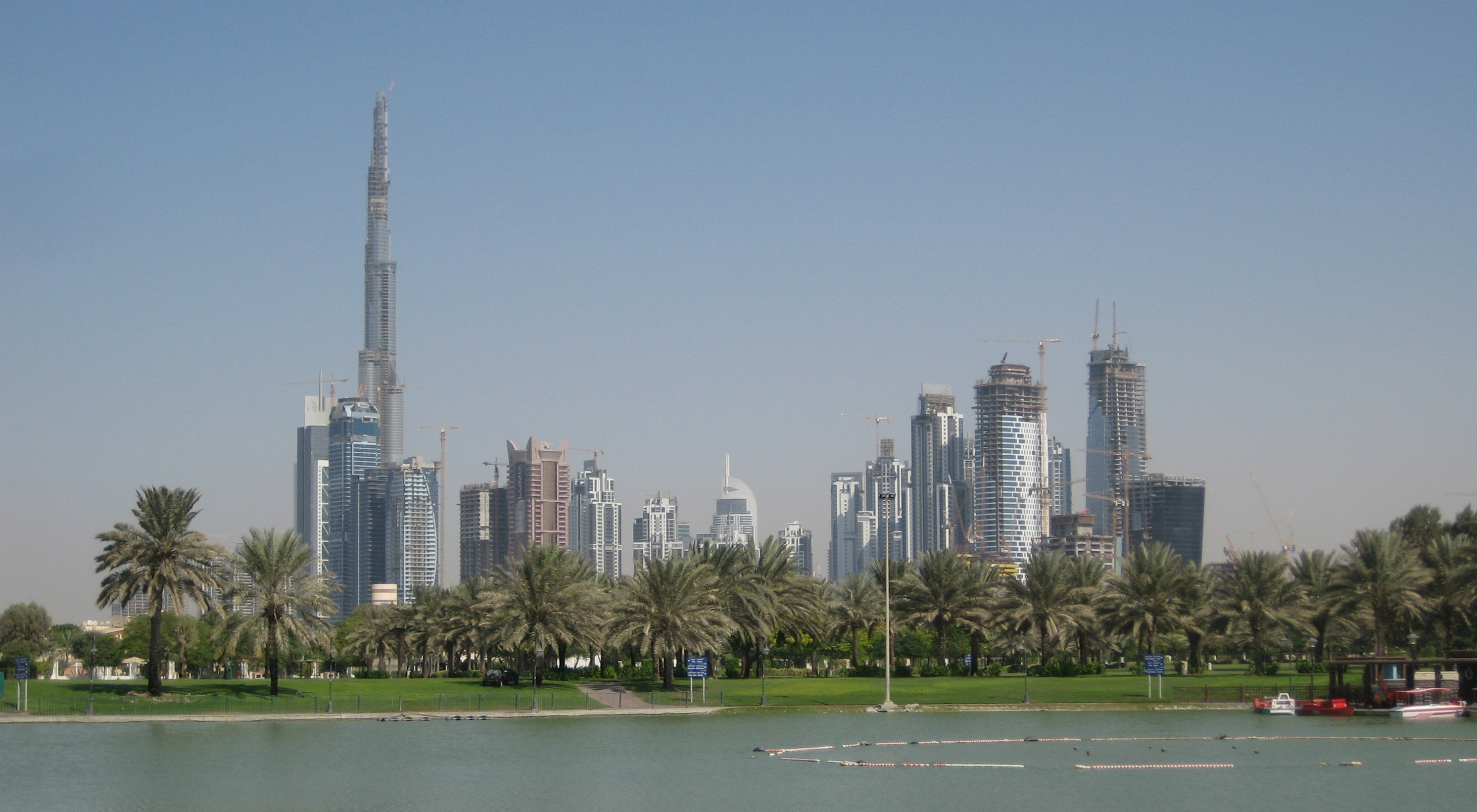
Dubaj
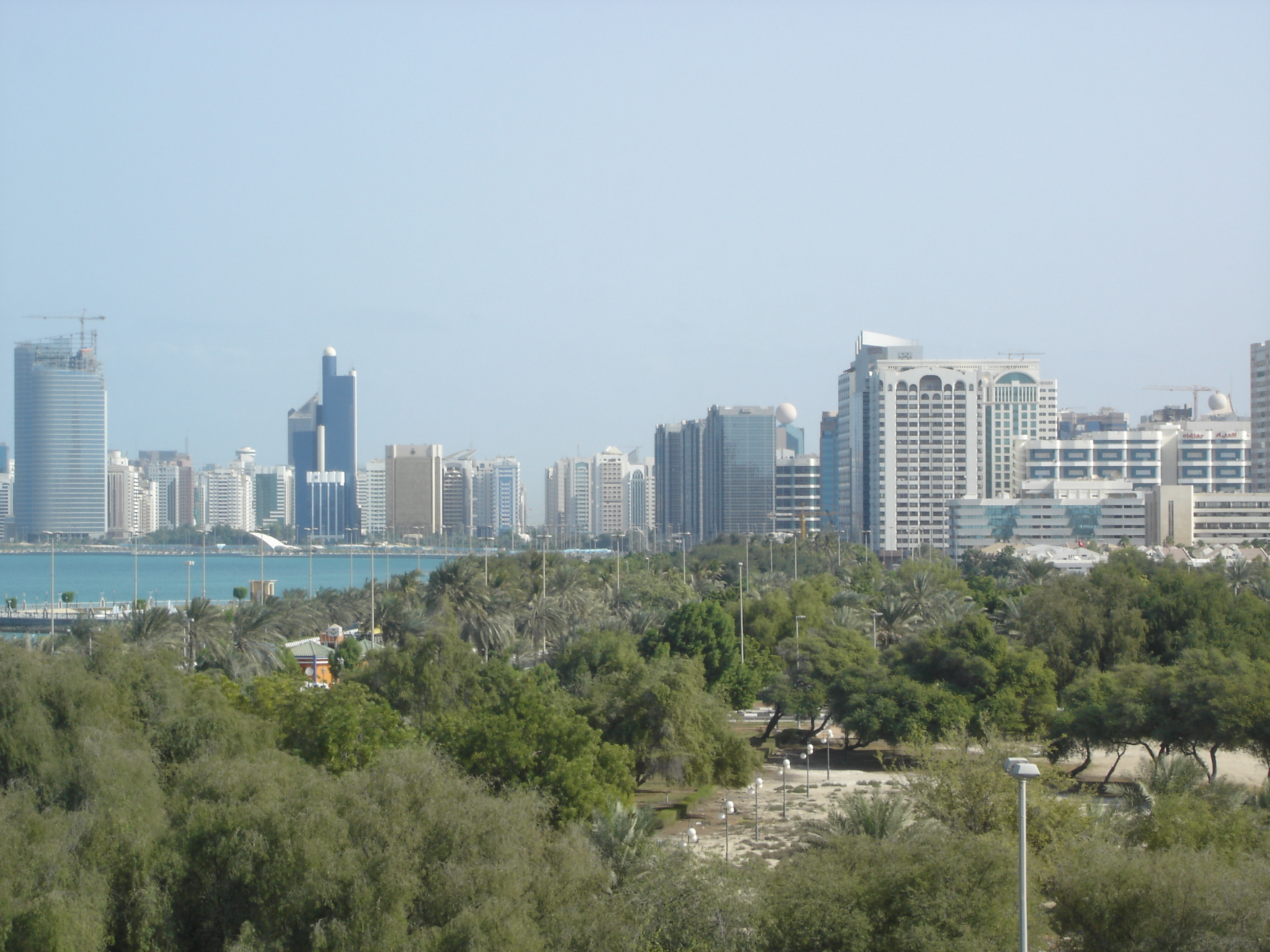
Abu-Dzabi
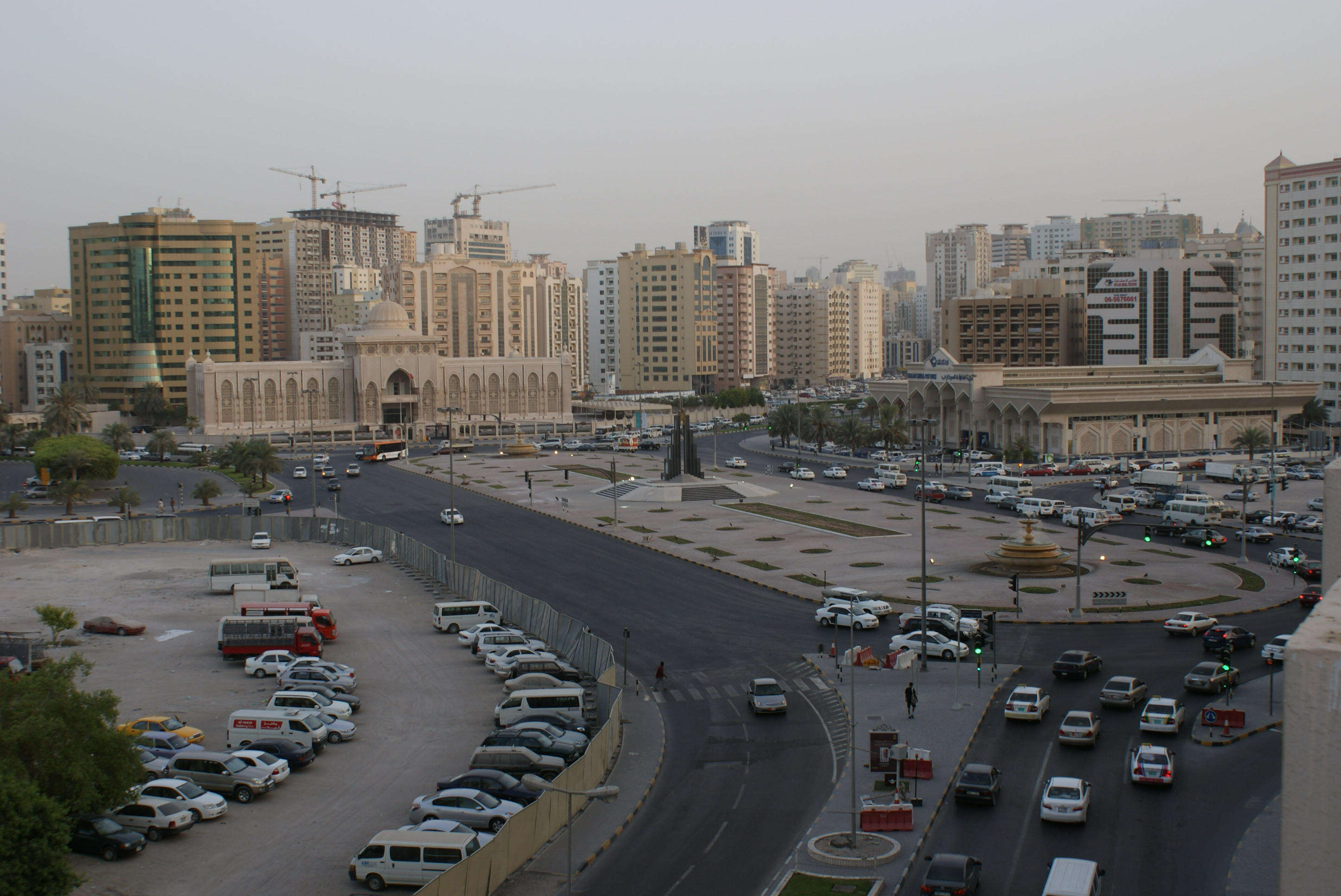
Sardzsa
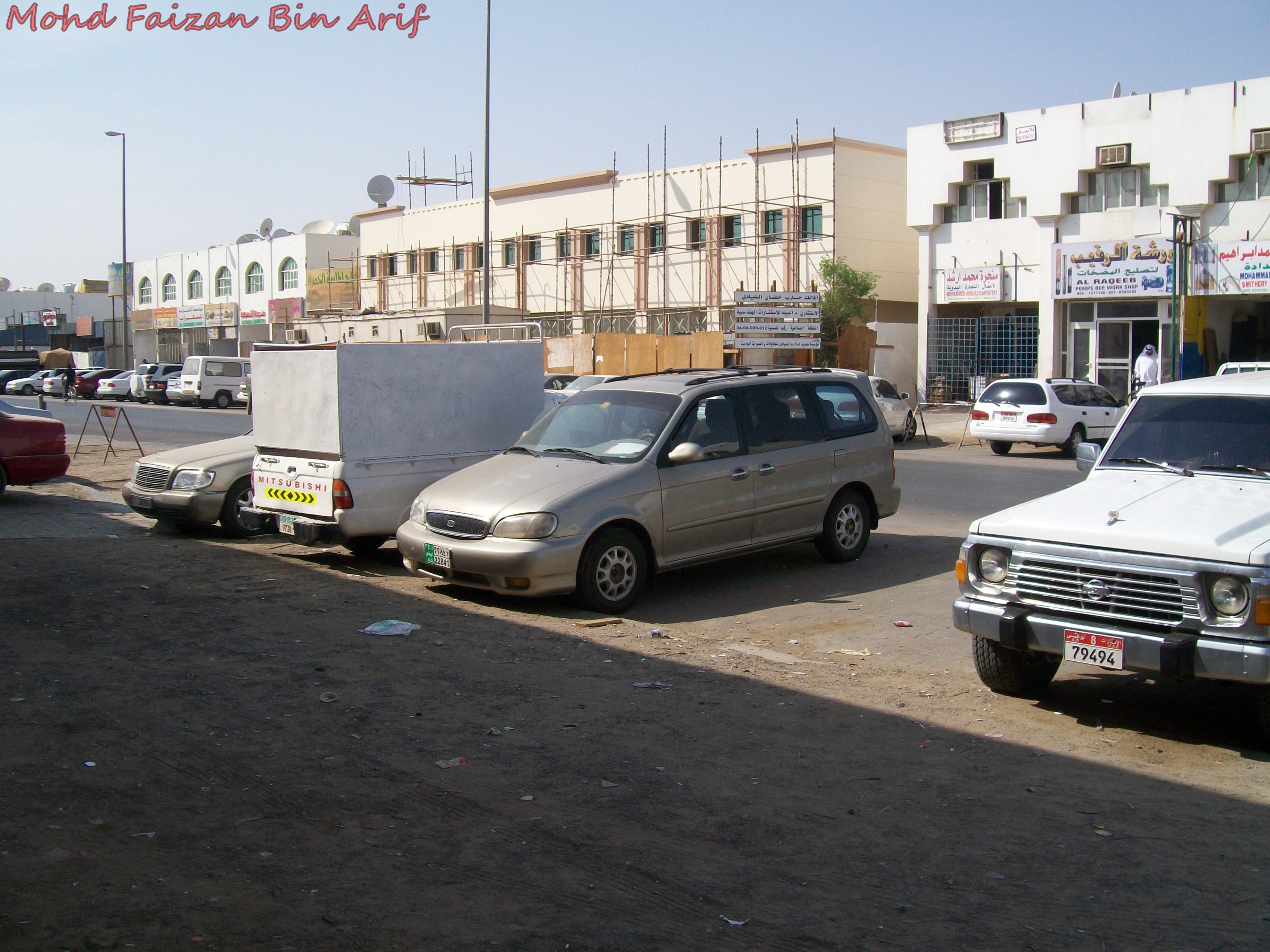
El-Ajn
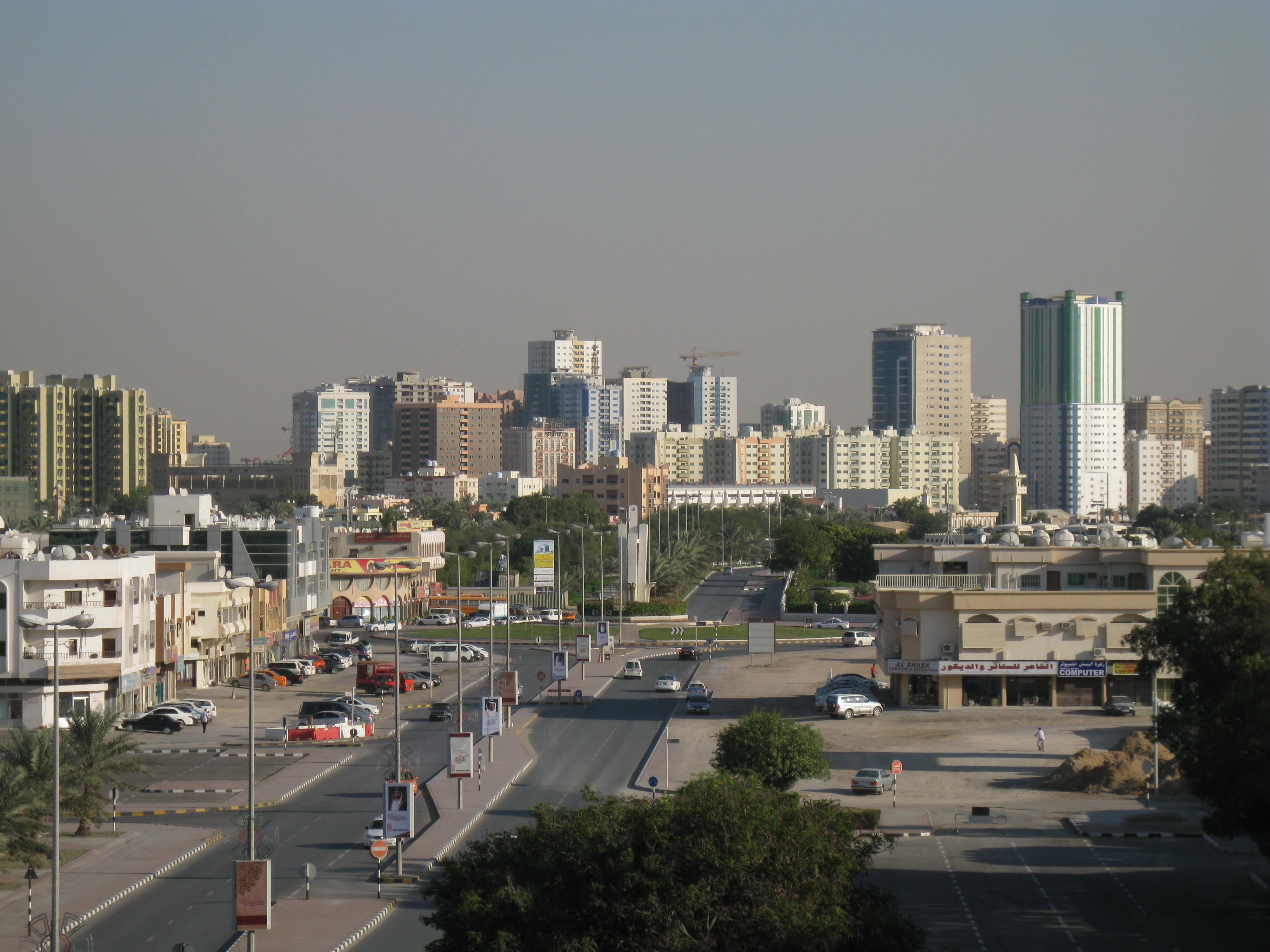
Adzsmán

Ahol az lehetséges volt, az arab városnevek magyar alakjait az Akadémiai Kiadó gondozásában megjelent Keleti nevek magyar helyesírása című kiadvány írásformái alapján adtuk meg, a többi városnév magyar alakját az Osiris-féle Helyesírás átírási melléklete alapján készítettük el, emellett – ha eltérnek a magyaros alakoktól és egymástól – zárójelben szerepeltettük DIN 31635 által szabályozott tudományos átiratokat, illetve a Cartographia Kiadó 2006-ban megjelent Földrajzi világatlaszában szereplő nyugati átírásváltozatokat is. Az emirátusnevek csak magyar alakjukban szerepelnek.
| Az Egyesült Arab Emírségek városai |                                                |            |                      |                      |                 |                |
| Sorszám                            | Név                                            | Név        | Lakosság             | Lakosság             | Lakosság        | Emirátus       |
| Sorszám                            | Latin betűkkel                                 | Arabul     | 1980-as népszámlálás | 1995-ös népszámlálás | 2008-as becslés | Emirátus       |
| 1.                                 | Dubaj (Dubayy)                                 | دبى        | 265 702              | 669 181              | 1 674 527       | Dubaj          |
| 2.                                 | Abu-Dzabi (Abū Ẓabī, Abū Z̧aby)                 | ابو ظبى    | 242 975              | 398 695              | 859 749         | Abu-Dzabi      |
| 3.                                 | es-Sardzsa (aš-Šāriqa, ash-Shāriqah)           | الشارقة    | 125 149              | 320 095              | 801 004         | es-Sárika      |
| 4.                                 | El-Ajn (al-ʿAyn, al-’Ayn)                      | العين      | 101 663              | 225 970              | 614 180         | Abu-Dzabi      |
| 5.                                 | Adzsmán (ʿAǧmān, ’Ajmān)                       | عجمان      |                      | 114 395              | 347 733         | Adzsmán        |
| 6.                                 | Rász el-Haima (Ra's al-H̱ayma, Ra’s al-Khaymah) | رأس الخيمة | 42 000               | 77 550               | 164 787         | Rász el-Hajma  |
| 7.                                 | el-Fudzsejra (al-Fuǧayra, al-Fujayrah)         | الفجيرة    | 2 000                | 33 176               | 100 037         | el-Fudzsejra   |
| 8.                                 | Umm el-Kajvajn (Umm al-Qaywayn)                | أم القيوين | 2 900                | 25 052               | 66 377          | Umm el-Kajvajn |
| 9.                                 | Haur Fakkán (H̱awr Fakkān, Khawr Fakkān)        | خور فكان   |                      | 22 594               | 47 553          | el-Fudzsejra   |